# Haworthia springbokvlakensis
Haworthia springbokvlakensis är en grästrädsväxtart som beskrevs av Charles Leslie Scott. Haworthia springbokvlakensis ingår i släktet Haworthia och familjen grästrädsväxter. Inga underarter finns listade i Catalogue of Life.